# Kara-Kulja (distrikt)
Kara-kulzja rajonu är ett distrikt i Kirgizistan.   Det ligger i oblastet Osj, i den sydvästra delen av landet, 260 km söder om huvudstaden Bisjkek. Antalet invånare är 87 691.